# Jonathan Friedman
Jonathan Friedman, född 7 april 1946 i New York i New York, är en amerikansk socialantropolog och tidigare professor i Lund, men avgick år 2008 efter en konflikt med universitetsledningen. Han är gift med Kajsa Ekholm Friedman. Friedman är aktiv som forskare på migrationspolitikens område, och författare till flera skrifter som problematiserar bland annat det mångkulturella samhället.
Friedman avlade doktorsexamen vid Columbia University år 1972. Han blev senare professor vid University of California, San Diego samt directeur d'études vid École des hautes études en sciences sociales (EHESS). Han är en av redaktörerna för tidskriften Anthropological Theory. Friedmans forskning har i första hand fokuserat på Hawaii och Kongo-Brazzaville.
Ett genomgående tema är att förstå lokala samhällen i deras globala-historiska sammanhang, och inte i isolering. Här har han inspirerats framför allt av marxistiska och strukturalistiska perspektiv samt inte minst världssystemteori ("world systems theory)" Tillsammans med Kajsa Ekholm-Friedman har han utvecklat detta nya perspektiv, som de kallar "global antropologi." Man kan säga att dess viktigaste insikter kombinerar världssystemteorierna med antropologins specifika insikter om hur kultur och identitet fungerar, och hur de produceras, i sina sociala sammanhang.   
Detta tema hade sin början i Friedmans ursprungliga genombrott: hans doktorsavhandling om Kachin-folket i norra Burma. I avhandlingen, som sedan kommit ut som en bok, levererade han en systematisk kritik av den brittiske antropologen Edmund Leach's försök att analysera Kachin-samhället, och presenterade en alternativ analys av hur det regionala och globala sammanhanget drastiskt påverkat hur de lokala samhällena fungerar, och hur detta går till.
Under sin tid i Sverige har Friedman utmärkt sig som en kritiker av det svenska politiska klimatet. Bland annat medverkade han i boken Exit Folkhemssverige (2008), där han skarpt kritiserade svensk invandringspolitik och mångkulturalism.
År 2007 påstod han under en intervju, gjord av Mia Blomgren för radioprogrammet Tendens i P1, att Sverige präglades av en politisk korrekthet som var så dominerande att det inte ens gick att jämföra med andra västerländska länder. Intresset för den svenska politiska korrektheten väcktes enligt Friedman efter att hans hustru Kajsa anklagats för att vara rasist efter att ha deltagit på en föreläsning med en grupp som i svensk media kallats främlingsfientlig.
År 2019 publicerade Jonathan Friedman en bok om politisk korrekthet, PC Worlds: Political Correctness and Rising Elites at the End of Hegemony (New York: Berghahn, 2019, 282 sidor). Boken använder exempel från bl.a. Sverige, men är framförallt en ingående teoretisk diskussion av politisk korrekthet som ett socialt fenomen. En intressant diskussion av verket återfinns i en intervju med den italienska antropologen Maddalena Gretel Cammelli and Jonathan Friedman: "PC Worlds: Political Correctness and Rising Elites at the End of Hegemony" - Focaal Blog, May 17, 2018. (Boken kom ut på italienska innan den kom på engelska, och i december 2018 publicerades ett forum med en serie artiklar om boken, på italienska och engelska, i den italienska tidskriften ANUAC ). 

## Utmärkelser, ledamotskap och priser
- Ledamot av Vetenskapssocieteten i Lund (LVSL, 1997)[11]